# Tobias Mattsson
Tobias Mattsson, född 9 mars 1991, är en svensk fotbollsspelare (försvarare) som spelar för Anderslövs BoIK. Han har tidigare spelat för Trelleborgs FF.
I mars 2016 blev Mattsson klar för division 6-klubben Anderslövs BoIK.